# 気持ちよさ連鎖パズル トリオンキューブ
気持ちよさ連鎖パズル トリオンキューブ（きもちよされんさパズル トリオンキューブ）は、バンダイナムコゲームスのナムコレーベルから2006年8月3日に発売されたニンテンドーDS用の落ち物パズルゲームである。

## 概要
画面上部から落ちてくる、3つの正方形で構成された5種類のパーツを操作する。縦3×横3の正方形ブロック・「トリオン」を連続して作るのが目的。一度トリオンを作ると連鎖状態になり、新たなブロックを落としてトリオンを作ることで連鎖を継続することが可能。「最後にトリオンを形成してから制限時間を経過する」「パーツを置いた状態で正方形が下画面外にはみ出す」「新たなトリオンを作れなくなる」のいずれかになると、それまでにできたトリオンが消滅して連鎖状態は終了する。